# Jean Albert Gaudry

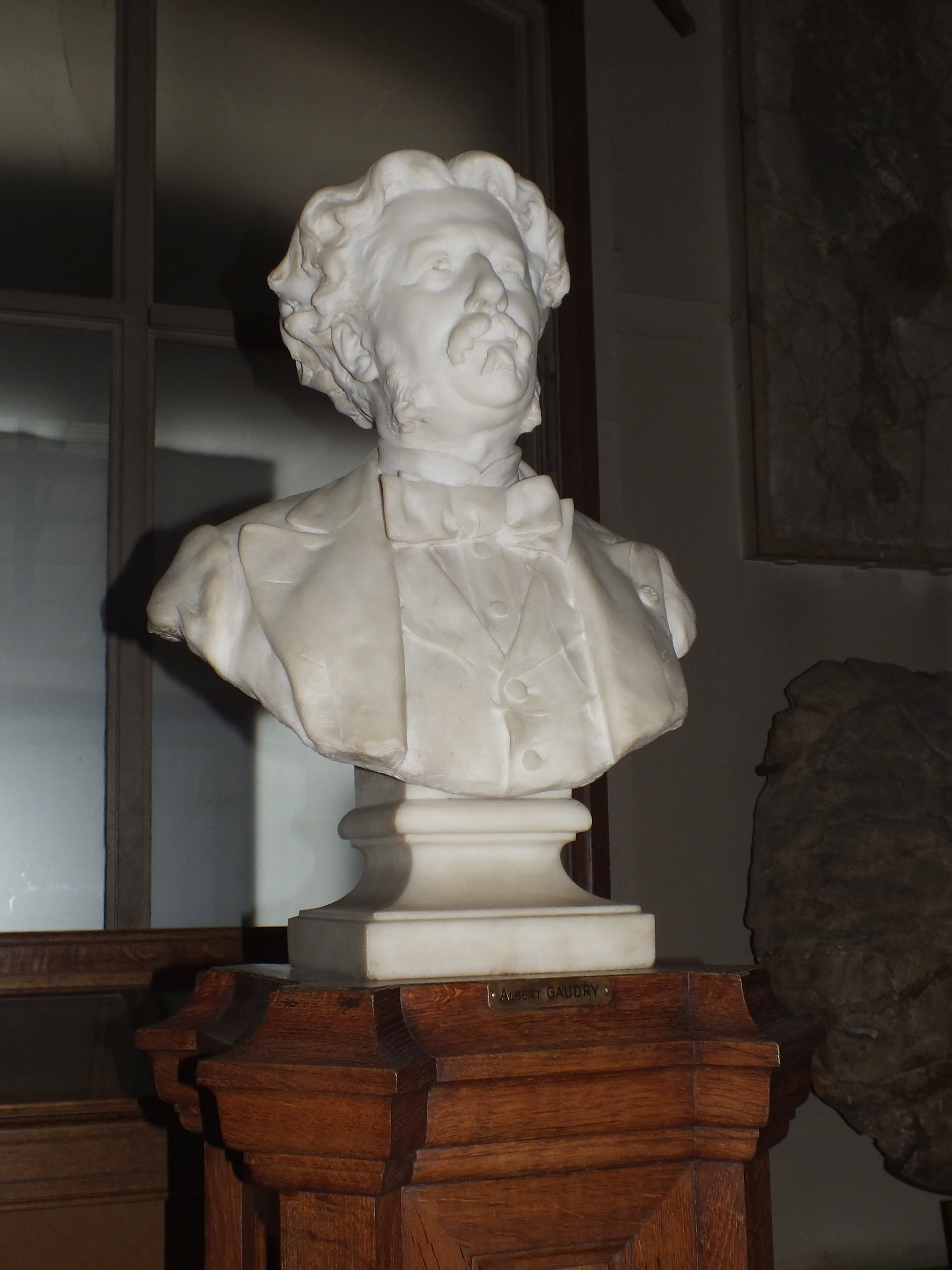
Büste von Jean Albert Gaudry aus dem Muséum national d’histoire naturelle, Paris

Jean Albert Gaudry, genannt Albert Gaudry (* 16. September 1827 in Saint-Germain-en-Laye; † 27. November 1908 in Paris), war ein französischer Geologe und Paläontologe, der durch seine Forschungen auf dem Gebiet der fossilen Säugetiere einen Beitrag zur Evolutionstheorie leistete.

## Leben und Wirken
Gaudry besuchte das Collège Stanislas in Paris. Als er 16 Jahre alt war, heiratete seine Schwester den Naturforscher Alcide Dessalines d’Orbigny, was ihm wichtige Kontakte verschaffte. 1852 promovierte er bei Charles Henry Dessalines d’Orbigny am Muséum national d’histoire naturelle in Paläontologie. 1853 wurde er vom Naturkundemuseum und Landwirtschaftsministerium auf Forschungsreise nach Zypern und nach Griechenland geschickt, wo er bis 1855 blieb und 1860 erneut in Pikermi ausgrub. Er untersuchte die reiche Fundstelle von fossilen Vertebrata von Pikermi (die schon 1839 von Andreas Wagner entdeckt worden war) und brachte eine bemerkenswerte Säugetier-Fauna ans Licht. Sie war von miozänem Alter und vermittelte mit ihren Formen zwischen den Gruppen der europäischen, asiatischen und afrikanischen Säugetierfaunen. Außerdem veröffentlichte er eine geologische Beschreibung der Insel Zypern (Mém. Soc. Géol. de France, 1862).
In Zypern erreichte ihn 1853 der Ruf auf eine Assistentenstelle unter A. d’Orbigny, dem ersten Inhaber des Lehrstuhls für Paläontologie am Muséum national d’histoire naturelle in Paris. 1872 folgte er d’Orbigny auf diesem einflussreichen Posten. 1882 wurde er zum Mitglied der Académie des sciences gewählt; und er erhielt 1884 die Wollaston-Medaille der Geological Society of London. 1900 war er Vorsitzender des achten Internationalen geologischen Kongresses, der in Paris stattfand. Im selben Jahr wurde er zum Mitglied der Königlich Schwedischen Akademie der Wissenschaften und der Preußischen Akademie der Wissenschaften gewählt. Seit Dezember 1889 war er Mitglied der Académie royale des Sciences, des Lettres et des Beaux-Arts de Belgique. 1895 wurde er zum korrespondierenden Mitglied der Bayerischen Akademie der Wissenschaften gewählt. Ab 1895 war er auswärtiges Mitglied (Foreign Member) der Royal Society. 1902 wurde er Ehrenmitglied (Honorary Fellow) der Royal Society of Edinburgh.
Er war zwar ein Vertreter einer Evolution im Sinn einer Entwicklung von fossilen zu rezenten Arten und begrüßte Darwins Origin of species, sah aber hinter der Evolution nicht natürliche Auslese, sondern das Walten eines Schöpfers, eine Ansicht, an der er bis zu seinem Tod festhielt.
Ihm zu Ehren benannt ist der Mount Gaudry, ein 2315 m hoher Berg auf der Adelaide-Insel in der Antarktis.

## Werke
- Géologie de l’île de Chypre. In: Mém. Soc. Géol. de France, 1862
- Animaux fossiles et géologie de l’Attique. 2 Bände. F. Savy, Paris 1862, 1867
- Cours de paléontologie. 1873
- Animaux fossiles du Mont Léberon (Vaucluse) - Étude sur les Vertébrés. Savy, Paris 1873
- Les Enchainements du monde animal dans les termes géologiques (Mammifères Tertiaires, 1878; Fossiles primaires, 1883; Fossiles secondaires, 1890)
- Essai de paléontologie philosophique. Masson, Paris 1896